# ニール・ゲーレルス・スウィフト
ニール・ゲーレルス・スウィフト (The Neil Gehrels Swift Observatory) 、旧称スウィフト (The Swift Gamma-Ray Burst Mission) は、2004年11月20日にデルタIIによって打ち上げられたガンマ線バースト観測衛星である。NASAのエクスプローラー計画の、特にMIDEX (Medium-class Explorer)の一つとして、アメリカ、イギリス、イタリアによって共同開発された。NASAのゴダード宇宙飛行センターによって運用・管理されている。2018年1月10日、このミッションを率いたゴダード宇宙飛行センターの主任研究員ニール・ゲーレルス（2017年2月6日没）の功を讃えて、この宇宙機を「ニール・ゲーレルス・スウィフト (Neil Gehrels Swift Observatory)」と改称することが発表された。

## 概要
スウィフトは複数の波長を観測できる宇宙望遠鏡で、ガンマ線バーストの研究に利用されている。3種類の観測機器を搭載しており、ガンマ線、X線、紫外線～可視光の各領域で、ガンマ線バーストとその残光を観測することができる。
スウィフトは"BAT"と呼ばれる視野の広いガンマ線望遠鏡で天空を監視しており、ガンマ線バーストの発生を検知すると、モーメンタムホイールを利用して、地上からの管制なしに衛星をその方向に向けることができる。この素早く向きを変える様子から「Swift」(和名アマツバメ)と命名された。「Swift」という名前は何かの頭文字を並べたものではない。スウィフトの観測データは全て地上に送られ、プロジェクトに参加している研究者が利用できるようになっている。
また、スウィフトがガンマ線バーストを検出すると、その情報は直ちに地上の研究者に通知される。これにより、地上の大型望遠鏡を使用してバースト直後の天体を詳細に観測することも可能となった。
ガンマ線バーストが発生していない時間帯には、外部の研究者が他の目的での利用を依頼することもできる。
衛星に指令を送るスウィフト・ミッション・オペレーティング・センターはペンシルベニア州のステートカレッジにあり、ペンシルベニア州立大学とその下請企業が運営している。主たる地上基地はケニア沿岸のマリンディにあり、イタリア宇宙機関が運営している。データセンターはゴダード宇宙飛行センターとレスター大学にある。
衛星はSpectrum Astro社(現在はジェネラル・ダイナミクスに買収されている)によって製造された。

## 観測装置
スウィフトは3種類の観測装置を搭載し、ガンマ線・X線・紫外線・可視光線に渡る広い領域でガンマ線バーストとその残光を観測することができる。
Burst Alert Telescope (BAT)
2ステラジアンの広い視野をもつガンマ線（15-150k電子ボルト）望遠鏡で、ガンマ線バーストの検出に使用される。バーストを発見すると探査機は姿勢を変えて詳しい観測を始める。年間およそ100個のガンマ線バーストがBATにより発見されている。
X線望遠鏡 (X-ray Telescope, XRT)
BATが検出したガンマ線バーストをX線（0.3-10k電子ボルト）で追観測する。残光のスペクトルを観測するほか、バーストの位置の絞り込みにも利用される。XRTはJET-X宇宙望遠鏡のために開発されたハードウェアを基にしている。
紫外/可視光望遠鏡 (UV/Optical Telescope, UVOT)
XRTと同様にバーストの追観測に使用される。残光を紫外線と可視光（170-600ナノメートル）で観測し、0.5秒角の精度で発生位置を特定できる。明るい残光ではスペクトルの観測も可能で、その場合赤方偏移に基づいてバーストまでの距離を測ることができる。XMMニュートンの搭載機器の1つである可視光モニター (OM) を設計のベースとしている。